# گلگشت خاطرات
گلگشتِ خاطرات: مجموعهٔ سیزده طنز کوتاه کتاب طنزی‌ست اثر ایرج پزشک‌زاد در ذکر خاطرات طنز کوتاهش.

## فهرست
- بارانی سفارتی؛ (نوشته‌شده در نوروز ۱۳۶۹)
- جاودانه احمد؛ (نوشته‌شده در نوروز ۱۳۷۰)
- سوپردائی‌جان؛ (نوشته‌شده در مهر ۱۳۷۶)
- حمیدآقا؛ (نوشته‌شده در آذر ۱۳۷۷)
- درجهٔ زیربغل؛ (نوشته‌شده در نوروز ۱۳۷۸)
- سگ مادموازل ژولی؛ (نوشته‌شده در نوروز ۱۳۷۹)
- باغ دلگشای من؛ (نوشته‌شده در مرداد ۱۳۸۰)
- چون قضا آید طبیب ابله شود؛ (نوشته‌شده در خرداد ۱۳۸۳)
- یک سفر نوروزی؛ (نوشته‌شده در نوروز ۱۳۸۵)
- حسود هرگز نیاسود؛ (نوشته‌شده در نوروز ۱۳۸۶)
- گزارشی از مراسم یادبود ایرج پزشک‌زاد در پاریس؛ (نوشته‌شده در خرداد ۱۳۸۴)
- شبانگه کارد بر حلقم بمالید؛
- من و دائی‌جانم. (نوشته‌شده در مرداد ۱۳۸۶)